# قاي إدواردز
قاي إدواردز (11 مايو 1881 - 30 سبتمبر 1962 في المملكة المتحدة) (بالإنجليزية: Guy Edwards)‏ هو لاعب كريكت بريطاني (وحمل سابقاً جنسية المملكة المتحدة لبريطانيا العظمى وأيرلندا).